# Cascada de Su-Uchjan
La cascada de Su-Uchján (del ruso: Bодопад Су-Учхан), en ucraniano: Bодопад Су-Учкан, en tártaro de Crimea: Suv Uçqan es una cascada de Rusia situada en Crimea. Se encuentra en el Río Kizil-Koba a 3,5 km de la aldea Perevalnoe del Raión de Simferópol. Su-Uchján traducido del tártaro de Crimea significa "Agua volando." La cascada está a unos 25 metros de altura.